# Mirim Çelebi
Mirim Çelebi (Constantinopel 1450 – Edirne 1525) was een 16e-eeuwse Ottomaanse wiskundige, opticus, astronoom en astroloog. Hij werd geboren als Mahmud bin Mehmed, de aanduiding Çelebi is een eretitel.

## Jeugd en opleiding
Çelebi werd geboren in Istanboel. Hij stamde uit een familie van wiskundigen en natuurkundigen. Zijn vader, de wiskundige Kutbüddin Muhammed, was een kleinzoon van de astronoom Ali Qushji en zijn moeder was een dochter van de wiskundige Hocazade Muslihuddin. Zijn vader was op jonge leeftijd naar Istanboel gekomen om hoogleraar te worden aan de Universiteit van Bursa maar stierf al op jonge leeftijd. Daardoor werd Çelebi opgevoed door zijn grootvader, die tevens zijn leraar was. Hij vertrok naar Istanboel, waar hij les volgde bij belangrijke wetenschappers, waaronder Sinan Pasha, en zijn opleiding voltooide.

## Werkzaamheden
Nadat hij als docent wiskunde en astronomie in de madrassa's van Gallipoli en Edirne had gewerkt, werd hij hoogleraar aan de universiteit van Bursa. Op uitnodiging van Sultan Bayezid II werd hij docent wiskunde in diens paleis in Istanboel. Hij hield zich bezig met rekenmethoden in de goniometrie, in het bijzonder voor het rekenen met kleine hoeken. Ook beschreef hij methoden voor het observeren van de hemel. Zijn belangrijkste publicatie, Kavs-i Kuzah ve el-Hale ging over de eigenschappen van de regenboog en halo's. Verder heeft hij op verzoek van Sultan Selim I een analyse en interpretatie van Ali Qushji's werk geschreven. Over astrologie schreef hij verder nog het boek El-Makasit.
Hij was ook een expert op het gebied van islamitische wetgeving en was daarom een korte periode als rechter aangesteld tijdens de regering van Selim I. Later deed hij dat nogmaals op verzoek van Suleiman de Grote in 1522. Hij ging in 1519 met pensioen als hoogleraar en bracht de rest van zijn leven door in Edirne waar hij overleed. Hij werd begraven op het kerkhof van de Evliya Kasim Pasha-moskee.